# NGC 357
NGC 357 là một thiên hà xoắn ốc trong chòm sao Kình Ngư. Nó được phát hiện vào ngày 10 tháng 9 năm 1785 bởi William Herschel. Nó được Dreyer mô tả là "mờ nhạt, nhỏ, tròn không đều, đột nhiên sáng hơn ở giữa, ngôi sao cường độ thứ 14 20 arcsec về phía đông bắc." 